# Spenglerův pohár 2013
Spenglerův pohár 2013 byl 87. ročníkem soutěže hokejových klubů, která probíhala od 26. do 31. prosince 2013 ve švýcarském Davosu. Účastnilo se jí šest celků (čtyři evropské kluby, americký Rochester Americans a výběr Kanaďanů hrajících v evropských ligách), které byly rozděleny do dvou skupin po třech. Jedna byla pojmenovaná po Richardu Torrianim, druhá po Hansi Cattinim. Ve skupinách se celky utkaly systémem každý s každým. Druhý z jedné skupiny se následně utkal ve čtvrtfinále se třetím ze druhé skupiny a naopak. Vítězové těchto dvou soubojů postoupili do semifinále, v němž narazili na vítěze základních skupin. Vítězové semifinále se utkali ve finále.

## Účastníci turnaje
- HC Davos (hostitel)
- Kanada (tým složený z Kanaďanů hrajících v Evropě)
- Rochester Americans
- HC Vítkovice Steel
- HC CSKA Moskva
- HC Servette Ženeva

## Program
|  | Přímý postup do semifinále |
|  | Postup do čtvrtfinále      |

### Torrianiho skupina
| 26. prosince 2013 15:00 | HC Servette Ženeva | 5:0 (1:0, 1:0, 3:0) | Rochester Americans | Vaillant Aréna, Davos Návštěvnost: 5 865 |  |

| Report |

| 27. prosince 2013 15:00 | HC CSKA Moskva | 4:3 (1:1, 1:1, 2:1) | Rochester Americans | Vaillant Aréna, Davos Návštěvnost: 6 303 |  |

| Report |

| 28. prosince 2013 15:00 | HC Servette Ženeva | 4:3 PP (1:1, 1:2, 1:0 - 1:0) | HC CSKA Moskva | Vaillant Aréna, Davos Návštěvnost: 6 303 |  |

| Report |

| Poř. | Tým                 | Z | V | VP | PP | P | VG | OG | B |
| ---- | ------------------- | - | - | -- | -- | - | -- | -- | - |
| 1.   | HC Servette Ženeva  | 2 | 1 | 1  | 0  | 0 | 9  | 3  | 5 |
| 2.   | HC CSKA Moskva      | 2 | 1 | 0  | 1  | 0 | 7  | 7  | 4 |
| 3.   | Rochester Americans | 2 | 0 | 0  | 0  | 2 | 3  | 9  | 0 |

### Cattiniho skupina
| 26. prosince 2013 20:15 | Kanada | 5:4 (2:2, 1:2, 2:0) | HC Vítkovice Steel | Vaillant Aréna, Davos Návštěvnost: 6 076 |  |

| Report |

| 27. prosince 2013 20:15 | HC Davos | 5:1 (2:0, 2:0, 1:1) | HC Vítkovice Steel | Vaillant Aréna, Davos Návštěvnost: 6 303 |  |

| Report |

| 28. prosince 2013 20:15 | Kanada | 2:3 (0:0, 0:2, 2:1) | HC Davos | Vaillant Aréna, Davos Návštěvnost: 6 303 |  |

| Report |

| Poř. | Tým                | Z | V | VP | PP | P | VG | OG | B |
| ---- | ------------------ | - | - | -- | -- | - | -- | -- | - |
| 1.   | HC Davos           | 2 | 2 | 0  | 0  | 0 | 8  | 3  | 6 |
| 2.   | Kanada             | 2 | 1 | 0  | 0  | 1 | 7  | 7  | 3 |
| 3.   | HC Vítkovice Steel | 2 | 0 | 0  | 0  | 2 | 5  | 10 | 0 |

### Čtvrtfinále
| 29. prosince 2013 15:00 | HC CSKA Moskva | 3:2 PP (0:0, 2:2, 0:0 - 1:0) | HC Vítkovice Steel | Vaillant Aréna, Davos Návštěvnost: 6 303 |  |

| Report |

| 29. prosince 2013 20:15 | Kanada | 6:3 (3:0, 1:3, 2:0) | Rochester Americans | Vaillant Aréna, Davos Návštěvnost: 6 303 |  |

| Report |

### Semifinále
| 30. prosince 2013 15:00 | HC Davos | 4:5 SN (2:1, 1:3, 1:0 - 0:0, 0:1) | HC CSKA Moskva | Vaillant Aréna, Davos Návštěvnost: 6 303 |  |

| Report |

| 30. prosince 2013 20:15 | HC Servette Ženeva | 6:5 (2:0, 2:2, 2:3) | Kanada | Vaillant Aréna, Davos Návštěvnost: 6 303 |  |

| Report |

### Finále
| 31. prosince 2013 12:00 | HC CSKA Moskva | 3:5 (0:2, 1:2, 2:1) | HC Servette Ženeva | Vaillant Aréna, Davos Návštěvnost: 6 303 |  |

| Report |